# イノシン
イノシン (inosine) は、ヌクレオシド構造を持つ有機化合物の一種である。ヒポキサンチン（6-ヒドロキシプリン）とD-リボースからなるN-リボシドで、その構造は ヒポキサンチンリボシドとも表される。Ino、Iと略記される。肉類などの中に存在する天然化合物である。

## 天然における存在
イノシンは肉類に含まれる。また、RNA中にまれに存在する微量塩基の一種である。イノシンの構造は、しばしば tRNA (transfer-RNA) に含まれ、特にアンチコドン部位に存在する場合はmRNAに対してゆらぎ塩基としての作用が知られる。これは、イノシンが持つヒポキサンチン部位が、複数の種類の核酸塩基（シトシン、アデニン、ウラシル）と水素結合により会合して塩基対を形成できるためである。
リボース部位の5'位にリン酸が導入されたイノシン酸やそのナトリウム塩は、肉類に含まれるうま味成分として重要である。

## 合成と反応

### 合成
アデノシンに脱アミノ化酵素（アデノシンデアミナーゼ）を作用させる発酵法により、イノシンが得られる。
また、アデノシンに亜硝酸を作用させて6位のアミノ基をジアゾ化すると、その部位が酸素で置換されたイノシンが生成する。

### 反応
希硫酸中で加熱すると、加水分解を受けてヒポキサンチンとD-リボースに変わる。

## 利用
イノシンが細胞中に取り込まれるとATPサイクルを活発化させることから、臨床的根拠がないにもかかわらずスポーツ選手の持久力を高める効果が期待された。そのため、イノシンは健康食品（サプリメント）の成分として市場に流通している。

## 関連化合物
- イノシン酸（Inosinic acid、イノシン5'-リン酸、IMP）
- ヒポキサンチン（hypoxanthine、6-ヒドロキシプリン）